# Ömerli
Ömerli là một huyện thuộc tỉnh Mardin, Thổ Nhĩ Kỳ. Huyện có diện tích 400 km² và dân số thời điểm năm 2007 là 15453 người, mật độ 39 người/km².